# Charlie Brooker

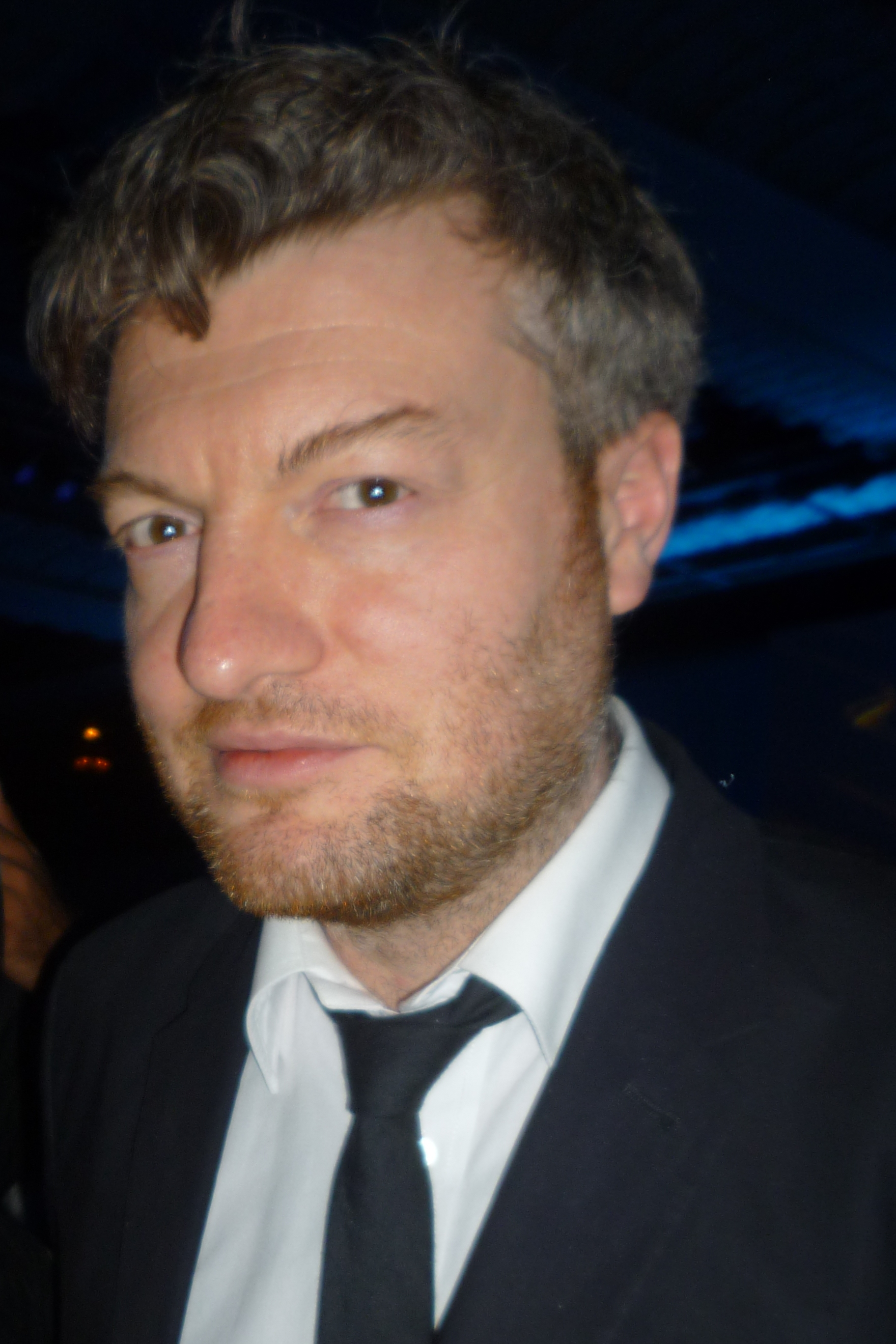
Charlie Brooker (2011)

Charlton „Charlie“ Brooker (* 3. März 1971 in Reading, Vereinigtes Königreich) ist ein englischer Humorist, Kritiker, Autor, Drehbuchautor, Produzent und Moderator. Er ist der Schöpfer der Anthologie-Serie Black Mirror.
Neben seiner Tätigkeit als Autor für Black Mirror, Brass Eye, The 11 O'Clock Show und Nathan Barley ist Brooker Moderator für einige Fernsehshows, darunter Screenwipe, Gameswipe, Newswipe, Weekly Wipe und 10 O'Clock Live. Außerdem schrieb er Drehbücher für das fünfteilige Horrordrama Dead Set. In der britischen Zeitung The Guardian hatte er zwei Kolumnen und steuerte Kommentare bei. Er war einer der vier Kreativdirektoren der Produktionsfirma Zeppotron und ist Mitgründer der Produktionsfirma Broke and Bones.

## Leben
Charlton Brooker wuchs in einem Quäkerhaushalt im Dorf Brightwell-cum-Sotwell in Oxfordshire auf. Nach dem Besuch der Wallingford School besuchte er das Polytechnic of Central London (das während seiner Zeit dort zur University of Westminster wurde) und studierte den Bachelor-Studiengang Medienwissenschaften. Nach eigenen Angaben hat er seinen Abschluss nicht gemacht, weil das Thema seiner Abschlussarbeit Videospiele nicht akzeptiert wurde. Brooker zählt Monty Python, The Young Ones, Blackadder, Chris Morris und Vic Reeves zu seinen komödiantischen Einflüssen.
Brooker lernte bei Dreharbeiten von Screenwipe die ehemalige Blue Peter-Moderatorin Konnie Huq kennen. Am 26. Juli 2010 heirateten sie in der Little White Wedding Chapel in Las Vegas, Nevada. Die beiden haben zwei gemeinsame Söhne: Covey (geboren 2012) und Huxley (geboren im Februar 2014).
Brooker ist Atheist und trug zu dem Buch The Atheist's Guide to Christmas bei. Aufgrund seines familiären Hintergrunds bezeichnete er sich selbst jedoch auch als Quaker.

## Karriere

### Autor
Mitte der 1990er Jahre schrieb Brooker für das PC-Zone-Magazin. Neben Spiele-Reviews verfasste er den Comic-Strip Cybertwats sowie die Kolumne Sick Notes, in der Leserbriefschreiber von ihm beleidigt wurden. Im Februar 1998 sorgte einer von Brookers Cartoons dafür, dass viele britische Zeitungshändler das Magazin aus ihren Regalen nahmen. Die Zeichnung trug den Titel „Helmut Werstler's Cruelty Zoo (Helmut Werstlers Grausamkeitszoo)“ und gab sich als Werbung für einen von einem deutschen Psychologen geschaffenen Themenpark aus, in dem Kinder ihre gewalttätigen Triebe gegen Tiere entfalten konnten. Begleitet wurde der Comic von manipulierten Bildern. Der Witz sollte eigentlich auf Kosten der Tomb-Raider-Spiele gehen, die damals für die große Zahl der getöteten Tiere bekannt waren. Der ursprüngliche Titel „Lara Croft's Cruelty Zoo“ wurde jedoch aus rechtlichen Gründen geändert. Im Oktober 2008 wurden Brooker und andere Ex-Autoren der PC Zone eingeladen, für die 200. Ausgabe noch einmal ein Spiel zu testen. Brooker testete den Euro Truck Simulator.
Im Jahr 2000 schrieb er für die Samstagsausgabe des The Guardian regelmäßig Fernsehkritiken in seiner Kolumne Screen Burn. Ebenfalls für The Guardian befasste er sich in der Kolumne Supposing mit verschiedensten Was-wäre-wenn-Szenarien.
Am 24. Oktober 2004 schrieb er eine Kolumne über George W. Bush und die bevorstehende US-Präsidentschaftswahl 2004, die er mit der Frage schloss: „John Wilkes Booth, Lee Harvey Oswald, John Hinckley, Jr. – wo seid ihr, wenn wir euch brauchen?“. Brookers scheinbare Anstiftung zur Ermordung des amerikanischen Präsidenten wurde kritisiert. The Guardian zog den Artikel von seiner Website zurück und veröffentlichte eine Entschuldigung von Brooker.
Zu der Kolumne äußerte er sich daraufhin wie folgt:

„I ended a Screen Burn column by recycling a very old tasteless joke (a variant of a graffiti I first saw during the Thatcher years), and within minutes half the internet seemed convinced The Guardian was officially calling for assassination. My inbox overflowed with blood-curdling death threats, and it was all very unfunny indeed – a bit like recounting a rude joke at a dinner party, only to be told you hadn't recounted a joke at all, but molested the host's children, and suddenly everyone was punching you and you weren't going to get any pudding. I've had better weekends.“

Brooker beendete 2010 die Kolumne Screen Burn. In seinem letzten Text beschrieb er, wie es ihm zunehmend schwerer fiele, seine Rolle in den Medien und der Fernsehproduktion mit seinem Schreiben als Kritiker zu vereinbaren. Brookers langjähriger Kollege Grace Dent übernahm die Kolumne. Er selbst steuerte jedoch bis 2015 weiterhin regelmäßig Artikel zum Guardian bei.
2012 trug er zum Buch Behind the Sofa: Celebrity Memories of Doctor Who bei.

### Online
Von 1999 bis 2003 schrieb er für die satirische Website TVGoHome, eine regelmäßige Serie von Schein-TV-Sendungen, die aus einer Kombination von Satire und surrealem Humor besteht und im Technologie-Newsletter Need To Know vorgestellt wurde. Eine Printversion der Website wurde 2001 von Fourth Estate veröffentlicht. Eine auf der Website basierende TV-Sketch-Show wurde im selben Jahr auf dem britischen digitalen Sender E4 ausgestrahlt.
Im Mai 2012 war Brooker zu Gast im Podcast von Richard Herring, Leicester Square Theatre Podcast.

### Fernsehen
Von 1999 bis 2000 spielte Brooker den Kapuzen-Experten the Pundit in der kurzlebigen Show Games Republic, moderiert von Trevor and Simon auf BSkyB.
Im Jahr 2003 schrieb Brooker eine Episode mit dem Titel „How to Watch Television“ für Channel 4's The Art Show. Die Episode wurde im Stil eines öffentlichen Informationsfilms gestaltet und war teilweise animiert.

#### Screenwipe
2006 begann Brooker als Autor und Moderator für die TV-Show Charlie Brooker's Screenwipe auf BBC Four, die seiner Screen Burn-Kolumne in The Guardian ähnelte. Bis 2009 wurden 27 Folgen veröffentlicht. Jährlich gab es dabei eine Folge als Jahresrückblick. Im Januar 2009 wurde die erste Folge auf BBC Two ausgestrahlt.
Das Screenwipe-Format besteht größtenteils aus zwei Teilen. Der erste Teil ist das Zeigen von Einspielern aus anderen Fernsehserien, sowohl aus populären Sendungen, als auch aus Randprogrammen, die Brooker aus seinem Wohnzimmer kommentiert. Im zweiten Teil erklärt Brooker mit stichelndem Humor, wie einzelne Gebiete der Fernsehindustrie funktionieren. Des Weiteren werden gelegentlich animierte Einspieler von David Firth und Gastbeiträge gezeigt. Darunter unter anderem ein Gedicht von Tim Key sowie einem Segment, in dem ein Gast erklärt, was ihn oder sie an einem bestimmten Genre oder einer bestimmten Serie fasziniert.
Brooker experimentierte regelmäßig mit der Show, indem er Sendungen unter ein bestimmtes Motto stellte. Einige der Mottos waren etwa Amerikanische Sendungen, Nachrichten, Werbung und Kinderprogramm.
Eine auf ähnlichem Konzept beruhende Show Newswipe, fokussiert auf die Berichterstattung internationaler Nachrichtensendungen. Diese wurde erstmals 2009 von Brooker geschrieben und moderiert. Am 29. September 2009 wurde auf BBC Four bisher einmalig produziertes Spezial Gameswipe ausgestrahlt, welches sich auf Videospiele konzentrierte.
In den darauffolgenden Jahren folgten immer wieder Jahresrückblicke end-of-year Wipe, bis zum Jahr 2017, in dem Brooker aufgrund anderer Projekte nicht genug Zeit für ein end-of-year Wipe hatte.
Charlie Brooker's Weekly Wipe wurde erstmals auf BBC Two am 31. Januar 2013 ausgestrahlt. Die Sendung mischt Elemente aus Screenwipe und Newswipe, mit Abschnitten über aktuelle Nachrichten, Fernsehshows und Filme. Neben den regelmäßigen Protagonisten, gibt es auch immer wieder Gastauftritte, die aktuelle Events diskutieren. Zwei weitere Staffeln 2014 und 2015 folgten. Ein 60-Minuten-Special, Election Wipe, wurde am 6. Mai 2015 ausgestrahlt und fokussierte sich auf die 2015 general election.

#### Dead Set
Brooker schrieb Dead Set, eine fünfteilige Zombie-Horror-Thriller-Show für E4, die im Big-Brother-Haus spielt. Die Show wurde zu Halloween 2008 ausgestrahlt. Die Show wurde wie Screenwipe von Zeppotron produziert.
Jaime Winstone war als runner an der TV-Produktion beteiligt und Big-Brother-Moderator Davina McCall hatte einen Cameoauftritt. Dead Set erhielt eine BAFTA-Nominierung für die beste Dramaserie.

#### Black Mirror
Im Dezember 2011, erschienen drei Episoden von Brookers Black Mirror, einer Science-Fiction-Anthology-Serie auf Channel 4, mit überwiegend positiver Resonanz. Brooker schrieb die erste Folge, und die zweite zusammen mit seiner Frau Konnie Huq. Alle drei Episoden der zweiten Staffel schrieb er ebenfalls. Im September 2015 gab Netflix eine dritte Staffel mit 12 Folgen in Auftrag, wobei Channel 4 die Rechte an der Sendung verlor. Die dritte Staffel wurde in zwei Staffeln von jeweils sechs Episoden aufgeteilt. und am 21. Oktober 2016 weltweit auf Netflix veröffentlicht. Brooker schrieb vier Episoden der dritten Staffel allein und war an den anderen Episoden beteiligt. Die vierte Staffel wurde im Dezember 2017 veröffentlicht. Die fünfte Staffel folgte mit drei Folgen im Juni 2019.
Die Serie wurde von Zeppotron für Endemol produziert. Eine Pressemitteilung von Endemol beschreibt die Serie als „eine Mischung aus The Twilight Zone und Tales of the Unexpected, die unser zeitgenössisches Unbehagen über unsere moderne Welt aufgreift“, wobei die Geschichten ein „techno-paranoides“ Gefühl haben. Channel 4 beschreibt die erste Episode als „eine verdrehte Parabel für das Twitter-Zeitalter“.
Brooker beschrieb in The Guardian den Titel der Serie mit den Worten: "Wenn Technologie eine Droge ist – und sie sich wie eine Droge anfühlt – was sind dann genau die Nebenwirkungen? In diesem Bereich – zwischen Freude und Unbehagen – spielt Black Mirror, meine neue Drama-Serie. Der „schwarze Spiegel“ des Titels ist der, den man an jeder Wand, auf jedem Schreibtisch, in der Handfläche jeder Hand findet: der kalte, glänzende Bildschirm eines Fernsehers, eines Monitors, eines Smartphones."
Im Januar 2020 wurde bekannt, dass Brooker und die Serienproduzentin Annabel Jones bereits 2019 das von Endemol Eigenlabel House of Tomorrow verlassen haben.

#### Weitere Fernseharbeit und Auftritte
Zusammen mit Daniel Maier schrieb er eine Parodie eines Krimi-Dramas für Sky1 namens A Touch of Cloth, das am 26. August 2012 uraufgeführt wurde, in der John Hannah und Suranne Jones zu sehen sind. Beide waren bekannt für ihre Rolle in echten Krimi-Dramas. Zwei weitere Staffeln wurden 2013 und 2014 ausgestrahlt, letztere mit Karen Gillan.
Brooker schrieb für BBC Three die Sketch-Show Rush Hour.
Im Jahr 2009 begann Brooker mit der Moderation von You Have Been Watching, ein TV-Quiz auf Channel 4, in dem es um das Thema Fernsehen geht. Eine zweite Staffel wurde im folgenden Jahr ausgestrahlt.
Brooker moderierte How TV Ruined Your Life, das zwischen Januar und März 2011 auf BBC Two lief.

### Radio
Ab dem 11. Mai 2010 präsentierte Brooker eine 5-teilige BBC Radio 4-Serie mit dem Titel „So Wrong It's Right“, in der die Gäste um die schlechtesten Ideen für neue Franchise konkurrieren und die „falschste“ Antwort auf eine Frage geben sollten. Zu den Gästen gehörten unter anderem David Mitchell, Lee Mack, Josie Long, Frank Skinner, Helen Zaltzman, Holly Walsh, Graham Linehan und Richard Herring. Die zweite Staffel startete am 10. März 2011, und eine dritte Staffel wurde im Mai 2012 ausgestrahlt.
Im Januar 2018 war er Gast bei BBC Radio 4s Desert Island Discs.

## Awards und Nominierungen
Brooker gewann 2009 die Auszeichnung Columnist of the Year bei den British Press Awards für seine Kolumne in The Guardian. Dead Set wurde 2009 für die beste Dramaserie BAFTA nominiert. Im Jahr 2010 wurde er von der Royal Television Society mit dem Best Entertainment Programme Award für Newswipe ausgezeichnet. Er erhielt drei British Comedy Awards: Bester Newcomer 2009, Bester Comedy Entertainment Show Award für Newswipe 2011 und Beste Comedy Entertainment Persönlichkeit 2012. Bei den BAFTA TV Awards 2017 gewann seine Show Charlie Brookers 2016 Wipe die Auszeichnung Best Comedy and Comedy Entertainment Programm.
Im Jahr 2017 gewann Brooker zwei Primetime Emmy Awards für die Black Mirror-Episode San Junipero. Im Jahr 2018 gewann Brooker zusammen mit William Bridges einen weiteren Primetime-Emmy für seinen Beitrag an der Black Mirror-Episode USS Callister. 2019 gewann er mit dem Drehbuch zu Black Mirror: Bandersnatch den Nebula Award in der erstmals verliehenen Kategorie Game Writing.

## Filmografie
- 1999–2000: The 11 O'Clock Show
- 2001: Brass Eye
- 2001: TVGoHome
- 2005: Spoons
- 2005: Nathan Barley
- 2006–2008: Charlie Brooker's Screenwipe
- 2007: Rush Hour
- 2008: Dead Set
- 2008: Charlie Brooker's Gameswipe
- 2009–2010: You Have Been Watching
- 2009–2010: Newswipe with Charlie Brooker
- 2010: Charlie Brooker's 2010 Wipe
- 2010: How TV Ruined Your Life
- 2011: Charlie Brooker's 2011 Wipe
- 2011–2013: 10 O'Clock Live
- seit 2011: Black Mirror
- 2012: Charlie Brooker's 2012 Wipe
- 2012–2014: A Touch of Cloth
- 2013: How Videogames Changed the World
- 2013: Charlie Brooker's 2013 Wipe
- 2013–2015: Charlie Brooker's Weekly Wipe
- 2014: Charlie Brooker's 2014 Wipe
- 2015: Charlie Brooker's Election Wipe
- 2015: Charlie Brooker's 2015 Wipe
- 2016: Cunk on Shakespeare
- 2016: Charlie Brooker's 2016 Wipe
- 2016: Cunk on Christmas
- 2017: Mr Biffo's Found Footage
- 2017: Cunk on Britain[59]
- 2025: Toxic Town (Fernsehserie)

## Veröffentlichungen
- TV Go Home. 2001, ISBN 1-84115-675-2.
- Unnovations. 2002, ISBN 1-84115-730-9.
- Screen Burn. 2004, ISBN 0-571-22755-4.
- Dawn of the Dumb: Dispatches from the Idiotic Frontline. 2007, ISBN 978-0-571-23841-5.
- The Hell of it All. 2009, ISBN 978-0-571-22957-4.
- I Can Make You Hate. 2012, ISBN 978-0-571-29502-9.